# Great Midwest Athletic Conference
La Great Midwest Athletic Conference (en español: (Gran Conferencia Atletica del Oeste) es una conferencia de la División II de la NCAA.

## Deportes
Los deportes patrocinados por la G-MAC son los siguientes:
| - Masculino - Atletismo - Atletismo cubierta - Baloncesto - Béisbol - Campo a través - Fútbol - Fútbol americano - Golf - Lacrosse - Lucha - Natación y saltos - Tenis | - Femenino - Atletismo - Atletismo cubierta - Baloncesto - Campo a través - Fútbol - Golf - Lacrosse - Natación y saltos - Sóftbol - Tenis - Voleibol |

- En natación y saltos, tanto para hombres como para mujeres, la G-MAC y la Mountain East Conference operan como una liga única, celebrando un campeonato conjunto.

## Miembros

### Miembros actuales
| Institución                    | Localización              | Fundada | Alumnos | Equipo         | Colores | Año de unión |
| ------------------------------ | ------------------------- | ------- | ------- | -------------- | ------- | ------------ |
| Universidad de Ashland         | Ashland, Ohio             | 1887    | 6,626   | Eagles         |         | 2021         |
| Universidad de Cedarville      | Cedarville, Ohio          | 1887    | 3,205   | Yellow Jackets |         | 2012         |
| Universidad de Findlay         | Findlay, Ohio             | 1887    | 4,888   | Oilers         |         | 2017         |
| Hillsdale College              | Hillsdale, Míchigan       | 1844    | 1,556   | Chargers       |         | 2017         |
| Kentucky Wesleyan College      | Owensboro, Kentucky       | 1858    | 714     | Panthers       |         | 2012         |
| Lake Erie College              | Painesville, Ohio         | 1856    | 1,177   | Storm          |         | 2012         |
| Universidad Malone             | Canton, Ohio              | 1892    | 1,729   | Pioneers       |         | 2016         |
| Universidad Northwood          | Midland, Míchigan         | 1959    | 1,522   | Timberwolves   |         | 2022         |
| Universidad Dominicana de Ohio | Columbus, Ohio            | 1911    | 1,714   | Panthers       |         | 2016         |
| Universidad Thomas More        | Crestview Hills, Kentucky | 1921    | 1,963   | Saints         |         | 2023         |
| Universidad de Tiffin          | Tiffin, Ohio              | 1888    | 3,149   | Dragons        |         | 2013         |
| Ursuline College+              | Pepper Pike, Ohio         | 1871    | 1,123   | Arrows         |         | 2012         |
| Universidad Walsh              | North Canton, Ohio        | 1960    | 2,759   | Cavaliers      |         | 2017         |

Notas:

+ Universidad exclusiva para mujeres, por lo tanto no compite en deportes para hombres.

### Antiguos miembros
| Institución                                       | Localización                  | Equipo         | Tipo    | Año de unión | Año de salida | Conferencia de traslado                      | Conferencia actual                           |
| ------------------------------------------------- | ----------------------------- | -------------- | ------- | ------------ | ------------- | -------------------------------------------- | -------------------------------------------- |
| Universidad Alderson Broaddus                     | Philippi, Virginia Occidental | Battlers       | Privada | 2013         | 2020          | Mountain East Conference                     | Cerrado en 2023                              |
| Universidad Central State                         | Wilberforce, Ohio             | Marauders      | Pública | 2012         | 2015          | Southern Intercollegiate Athletic Conference | Southern Intercollegiate Athletic Conference |
| Davis & Elkins College+                           | Elkins, Virginia Occidental   | Senators       | Privada | 2013         | 2019          | Mountain East Conference                     | Mountain East Conference                     |
| Universidad del Valle de Ohio                     | Vienna, Virginia Occidental   | Fighting Scots | Privada | 2013         | 2021          | River States Conference (NAIA)               | Cerrado en 2021                              |
| Universidad de Salem                              | Salem, Virginia Occidental    | Tigers         | Privada | 2013         | 2016          | Independiente (Div. II)                      | Independiente (Div. II)                      |
| Universidad Trevecca Nazarene                     | Nashville, Tennessee          | Trojans        | Privada | 2012         | 2024          | Gulf South Conference                        | Gulf South Conference                        |
| Universidad de la Universidad de Virginia en Wise | Wise, Virginia                | Cavaliers      | Pública | 2012         | 2013          | Mountain East Conference                     | South Atlantic Conference                    |
| Universidad de Urbana                             | Urbana, Ohio                  | Blue Knights   | Privada | 2012         | 2013          | Mountain East Conference                     | Cerrado en 2020                              |

Notas:

+ Davis & Elkins sigue siendo miembro de G-MAC en lacrosse masculino, un deporte no patrocinado por su actual sede de la Mountain East Conference.